# Franciszek Drączkowski
Franciszek Drączkowski (ur. 26 kwietnia 1941 w Fordonie, obecnie dzielnica Bydgoszczy, zm. 15 marca 2018 w Bydgoszczy) – polski duchowny katolicki, profesor zwyczajny, teolog, patrolog, pierwszy rektor Wyższego Seminarium Duchownego w Toruniu; wykładowca KUL w Lublinie w latach 1994-1997, kierownik Katedry Patrologii Greckiej.
Spoczywa na cmentarzu parafialnym w Bydgoszczy-Fordonie (ul. Samotna/Piastowa).

## Kariera naukowa
Po uzyskaniu świadectwa dojrzałości wstąpił do Wyższego Seminarium Duchownego w Pelplinie. W 1966 roku przyjął święcenia kapłańskie. Studiował również filologię klasyczną i historię kościoła w Katolickim Uniwersytecie Lubelskim (1968-1973) oraz patrologię w Rzymie (1973-1976). Habilitował się w 1981 na podstawie rozprawy pt. Kościół-Agape według Klemensa Aleksandryjskiego (wyd. Lublin 1983; 1996). W 1992 otrzymał tytuł naukowy profesora nauk teologicznych. Został kierownikiem Katedry Patrologii Greckiej KUL w Lublinie.
Opublikował 210 prac drukowanych, w tym podręcznik patrologii (wyd. Pelplin-Lublin 1998, 1999, 2001,2009) oraz 28 innych pozycji książkowych. Był także promotorem 257 prac magisterskich i 13 rozpraw doktorskich.
Był autorem nowej metody wykresograficznej w teologii i duszpasterstwie.
Był publicystą Radia Maryja.

## Metoda wykresograficzna

### Podstawowe zasady
Podstawą metody jest figura koła, w które został wpisany trójkąt równoboczny, będący symbolicznym obrazem Boga Jedynego w Trzech Osobach.
Rdzeniem i osią, omawianej metody, jest historia zbawienia przedstawiona w 20 wykresach geometrycznych, obrazująca następujące prawdy wiary:
- Bóg Odwieczny,
- Trójca Święta,
- stworzenie aniołów,
- upadek aniołów,
- raj rozumiany jako przyjaźń człowieka z Bogiem,
- grzech pierworodny,
- obietnica zbawienia,
- wcielenie Syna Bożego,
- misterium Odkupienia,
- Kościół Chrystusowy,
- Kościół jako Świątynia Ducha Świętego,
- Chrzest,
- miłość Boża,
- miłość bliźniego,
- droga doskonalenia,
- czyściec,
- chrzest pragnienia,
- „świętych obcowanie”,
- piekło rozumiane jako odłączenie od Boga,
- miłość jako doskonała antycypacja nieba.

Zdaniem autora wyłożenie prawd wiary, które jest oparte na elementach wizualnych, koryguje deformacje i błędy, które mogą się pojawiać niekiedy w teologii oraz w świadomości wiernych.
Dzięki przedstawieniom „geometrycznym” omawiana metoda osiąga „jasność i wyrazistość”, którą postulował Kartezjusz. Ukonkretniony dzięki figurom geometrycznym wykład zyskuje w pewnym sensie ewidentność występującą w naukach ścisłych.

## Publikacje na temat metody wykresograficznej
- Poza miłością nie ma zbawienia, Pelplin, Toruń 1996;
- Francesco di Fordon, La Salvezza è nell’ amore, Roma 1998;
- Nowa wizja teologii. Ujęcie graficzne, Pelplin Lublin 2000;
- Metoda wykresograficzna w katechezie, Pelplin 2001;
- Skrót Katechizmu w ujęciu graficznym, Sandomierz 2002;
- Teologia w kategoriach geometryczno-matematycznych, Pelplin 2003;
- Supernatural Geometry, Lublin 2004;
- Die Theologie In geometryscher Darstellung, Lublin 2004;
- Przyjaźń z Bogiem- źródłem szczęścia, Pelplin 2004;
- Metoda geometryczna (wykresograficzna) w teologii, „Roczniki Teologiczne” 53 (2006) z. 4, s. 21-43;
- Metoda wykresograficzna w katechezie, w: w poszukiwaniu nowych metod katechetycznych, pod red. H. Słotwińskiej, Lublin 2006, s. 89-133;
- Poza Kościołem nie ma zbawienia. Ujęcie graficzne, Pelplin 2008.

## Inne publikacje
- O regule św. Benedykta bez benedyktyńskiej pokory, „Vox Patrum” 2 (1982) z. 3, 160-168 (Recenzja pracy E. F. Saner, Benediktsregel und Weltlente, Augustin – Hangelar 1980)
- Świętość małżeństwa i rodziny według Klemensa Aleksandryjskiego, „Vox Patrum” 6-8 (1985), s. 95-125.
- Chrześcijanie wobec kultury i cywilizacji grecko-rzymskiej. Stanowisko Klemensa Aleksandryjskiego, w: Chrześcijanie a życie publiczne w Cesarstwie Rzymskim III-IV w., pod red. J. Śrutwy, Lublin 1988, s. 33-62.
- «Miłować Boga całym umysłem» w interpretacji Klemensa Aleksandryjskiego, „Vox Patrum” 8 (1988) z. 14-15, s. 603-620
- P. Paciorek (współautor), L’Amour – Synthese du christianisme, Lublin 1990, „Revue des Etudes Augustiennes” 37 (1991) 183-185.
- Posty a miłość chrześcijańska w przepowiadaniu Leona Wielkiego, w: Historia i Logos, pod red. K. Machety, K. Góździa, M. Kowalczyka, Lublin 1991, 130-136
- Podstawowe błędy heterodoksyjnej egzegezy Pisma św. według Klemensa z Aleksandrii, „Studia Pelplińskie” 24 (1996) s. 129-137.
- Eucharystia – nieustanne dziękczynienie według Klemensa Aleksandryjskiego, w: Eucharystia – miłość i dziękczynienie (Homo Meditans IX) pod red. W. Słomki, A.J. Nowaka, Lublin 1992, 43-51
- Kościół jako państwo (polis) w nauce Klemensa Aleksandryjskiego, „Vox Patrum” 17 (1997) z. 32-33, s. 35-43.
- Wstęp, w: Ojcowie Kościoła wobec filozofii i kultury klasycznej. Zagadnienia wybrane, red. F. Drączkowski, J. Pałucki, M. Szram, Lublin 1998, s. 3-8.
- P. Szczur (współautor), Wkład Katedr Patrologii KUL w przybliżanie nauki Ojców Kościoła, „Vox Patrum” 19 (1999) z. 36-37, s. 39-51
- Patrologia, wyd. Bernardinum, Pelplin-Lublin 1999.
- Antynestoriańska teologia wcielenia Cyryla Jerozolimskiego, „Vox Patrum” 20 (2000) z. 38-39, s. 259-266
- Rodzaje świadczenia Chrystusowi w nauce Klemensa Aleksandryjskiego, „Studia Pelplińskie” 33 (2002) 209-218
- Miłość bliźniego w świetle ekshortacji pastoralnych Leona Wielkiego w Mowach na Wielki Post (39-50), „Vox Patrum” 24 (2004), t. 46-47, s. 527-536.
- Definicja miłości chrześcijańskiej Klemensa Aleksandryjskiego w świetle encykliki Benedykta XVI „Deus caritas est”, „Vox Patrum” 26 (2006), t. 49, s.145-165.
- Liczne hasła w: Encyklopedia Katolicka, t. IV, Lublin 1983 i t. V, Lublin 1989.

### Przekłady
- List II Cyryla Aleksandryjskiego Do Nestoriusza, w: Maryja w tajemnicy Chrystusa, pod red. S. C. Napiórkowskiego, S. Longosza, Niepokalanów 1997, s. 231-233;
- List Nestoriusza do Cyryla Aleksandryjskiego, w: Maryja w tajemnicy Chrystusa, pod red. S. C. Napiórkowskiego, S. Longosza, Niepokalanów 1997, s. 227-230;